# 大厂街道
大厂街道是中华人民共和国江苏省南京市六合区下辖的一个街道办事处。位于六合区西南部原大厂区，东临长江，南与浦口区接壤，西临江北大道。2012年8月西厂门街道、卸甲甸街道、山潘街道合并为大厂街道。

## 行政区划
大厂街道下辖以下村级行政区划单位：
化建社区、晓山社区、吴家洼社区、九龙洼社区、湖滨社区、新庄社区、新华一村社区、周洼新村社区、太子山社区、新华七村社区、山潘新村社区、新华五村社区、新华六村社区、南化十村社区、南化九村社区、扬子第一社区、扬子第二社区、扬子第三社区和扬子第四社区。